# Дистаннид иттрия
Дистаннид иттрия — бинарное интерметаллическое неорганическое соединение
иттрия и олова
с формулой YSn2,
кристаллы.

## Получение
- Сплавление стехиометрических количеств чистых веществ:

{\displaystyle {\mathsf {Y+2Sn\ {\xrightarrow {1140^{o}C}}\ YSn_{2}}}}

## Физические свойства
Дистаннид иттрия образует кристаллы
ромбической сингонии,
пространственная группа C mcm,
параметры ячейки a = 0,4394 нм, b = 1,6340 нм, c = 0,4305 нм, Z = 4,
структура типа дистаннида циркония ZrSn2.
Соединение образуется по перитектической реакции при температуре 1140 °C.